# おいちごちゃん
おいちごちゃんは、滋賀県長浜市の浅井商工会青年部が観光PRのために作られたキャラクターである。

## 概要
2009年に浅井商工会青年部が旧浅井町観光PRに活躍するゆるキャラおいちごちゃんのデザインを募集し採用された。
「お市の方」と浅井氏居城の小谷山に自生する「野いちご」を融合して作られたキャラクターである。
おいちごちゃんと会話をする時には、『おいちご兄さん』を通さないとダメらしい。
おいちごちゃんには『ながまちゃくん』という彼氏がいるらしい。

## Profile
- Name: "Oichigochan"
- Date of Birth: January 5, 2009